# Francisco Antonio de Lorenzana y Butrón
Francisco Antonio kardinal de Lorenzana y Butrón, španski rimskokatoliški duhovnik, škof in kardinal, * 22. september 1722, León, † 14. april 1804.

## Življenjepis
5. junija 1765 je bil imenovan za škofa Plasencie in 11. avgusta 1766 je prejel škofovsko posvečenje.
14. aprila 1766 je bil imenovan za nadškofa Zveznega okrožja Méxica; ustoličen je bil 22. avgusta istega leta.
27. januarja 1771 je bil imenovan za nadškofa Toleda; s tega položaja je odstopil 15. decembra 1800.
9. marca 1789 je bil povzdignjen v kardinala in 24. julija 1797 je bil ustoličen kot kardinal-duhovnik Ss. XII Apostoli.